# گلن‌کلیف (نیوهمپشایر)
گلن‌کلیف (به انگلیسی: Glencliff) یک منطقهٔ مسکونی در ایالات متحده آمریکا است که در شهرستان گرافتن، نیوهمپشایر واقع شده‌است. گلن‌کلیف ۳۲۸٫۸۸ متر بالاتر از سطح دریا واقع شده‌است.